# セッションズ (映画)
『セッションズ』（The Sessions, 旧題: The Surrogate）は、ベン・リューイン監督・脚本による2012年のアメリカ合衆国のドラマ映画である。ポリオによって首から下が麻痺し、童貞喪失のためにセックス・サロゲートを雇った詩人のマーク・オブライエンによる記事「On Seeing a Sex Surrogate」が基となっている。ジョン・ホークスがオブライエン、ヘレン・ハントがサロゲートのシェリル・コーエン＝グリーンを演じた。
2012年サンダンス映画祭で上映され、観客賞（合衆国ドラマ部門）を受賞した。その後はフォックス・サーチライト・ピクチャーズが配給権を獲得し、2012年10月に一般公開された。ホークスとハントの演技は高評価され、特にハントは第85回アカデミー賞で助演女優賞にノミネートされた。

## ストーリー
ポリオにより首から下が動かない障害を持つマークは、詩人として自宅で働きながら介護ヘルパーの助けを借りて一人暮らしをしていた。マークはこれまで一度も女性と付き合うこともなく、ある日性の悩みを専門に扱う医者のカウンセリングを受けてセックス代理人とのセックス・セラピーというものを提案される。人生の一大事となるこの一大事に判断を決めかねたマークは、親しくしているブレンダン神父に会って事情を話し助言をもらう。
セックスセラピーを受けることを決めたマークは後日、セックス代理人の女性・シェリルと会って「お互いの体を意識するエクササイズ」と称した性交渉の前段階のようなものを体験する。しかし翌週、翌々週と受けたその後のセラピーで実際に性交渉する予定が、マークが彼女と体を重ねようとするが失敗が続く。マークは再びブレンダン神父に会ってそのことを打ち明け、「神から「性行為をするのは無駄」と言われてるのかも」と弱気になり励まされる。
一方シェリルもマークの性行為が上手くいかない原因は病気による家族への罪悪感や自己を罰する気持ちにあることに気づく。後日行われたセラピーでは、シェリルがマークにポリオになる前の自分を想像させて心を解放させた後、何とか性行為を成功させる。マークは初めて経験した性の喜びに浸りシェリルも彼を称えるが、気を良くした彼は彼女と精神的な繋がりを求めるあまり後日愛の詩を書いた手紙を送る。しかしその後ブレンダン神父と会ったマークは、シェリルと話し合い「このままだとあなたのためにならない」と言われ、止む無く彼女とのセラピーを終わらせたことを告げる。

## 登場人物
マーク・オブライエン
ポリオにかかり首から下が動かない男性。38歳。カリフォルニア州バークレー在住。地元の大学卒業後、本業である詩人の傍らマスコミ関係から依頼されて取材を経て文章を書くという仕事もしている。言葉を扱う仕事をしていることもあり、話すことが好きで日常的に誰かと会話してユーモアを言ったり、一人の時も独り言を言っている。カトリック教徒で作中ではセックスについて宗教を交えて語っている。女性と付き合ったことがなく、勉強好きだが女性の体やセックスに関してはほとんど知らない。猫を一匹飼っている。
シェリル・コーエン＝グリーン
主婦をする傍ら、セックス代理人として働く。マークとは同じ州の出身。気さくな人柄で朗らかで気遣いができる性格。マークとのセックス・セラピーでも未経験の彼に初歩的なことから優しく手ほどきをして、気分を盛り上げる言葉をかけながらセックスがどのようなものか身をもって教える。マークと同じくカトリック教徒だが、夫と同じユダヤ教に改宗することを考えている。マークとのセラピーでは帰宅後、毎回ボイスレコーダーにその日ごとのセラピーの状況を吹き込んでその後の彼とのセラピーの進め方を考える。

### 主な人たち
ブレンダン神父
教会の神父。マークとは冒頭で初めて会ったがすぐに打ち解け親しくなる。その日以来マークが教会に訪れるたびに、日常生活の悩みやセックス・セラピーを受けた感想などを聞いて助言する。神父だが堅苦しくなくフランクな性格。時に神父として聖書の言葉になぞらえて、時に友人としてマークに言葉をかけて彼の精神的支えとなる。
ヴェラ
マークの介護ヘルパーの女性。メガネをかけている。日常の介護や外出時に彼のストレッチャーを押して付き添う。セラピーを受ける時は事前にマークの服を見立てたり、シェリルと会う場所まで彼を送迎する。落ち着いた性格。マークに聞かれて、自身の性的初体験を語る。現在は中国人の恋人がいる。
ジョシュ
シェリルの夫。シェリルのセックス代理人という仕事に理解があり、「仕事の時以外に依頼者と会わない」などのいくつかの約束をした上で仕事で他の男性と性交渉をしていることも認めている。妻のことを献身的な女性として評している。ユダヤ教信者。

### その他のマークと関わる人たち
ロッド
50代ぐらいの男性介護ヘルパー。主に夕方から真夜中の時間を担当だが、もう一人のヘルパーの都合が悪くなった時に昼間のシフトに替わることもある。マークとは同じ男としてセックスについて意見を述べる。
ジョアン
冒頭でマークの介護をしているおばさん。雑な性格なためマークから内心「彼女の介護の仕方は合わない」と思われている。冒頭でマークに給料を2週間前借りを頼む。
アマンダ
ジョアンの後にマークの介護をしにきた女性。介護は未経験ながら、特に仕事を嫌がることもなくそつなくこなしている。社交的で思いやりがある性格。シェリルに会う前のマークから好意を寄せられる。
スーザン
病院でボランティアとして働く中年女性。一時体調を崩して入院したマークを病室で世話をする。思いやりのある性格でいつも優しい笑顔で接してマークに心を配る。

### その他の人たち
車椅子の女性。
バークレー在住の障害者。マークが仕事で「障害者とセックス」について書くことになり、インタビューを受ける。マークがセラピーを受ける日に2時間ほど部屋を提供する。障害者ながらセックスにオープンな明るい性格。
トニー
シェリルの息子。10代ぐらいの少年。母親を「シェリル」と名前で呼んでいる。大雑把な性格のせいでシェリルからは日常的に色々と注意されている。母親がセックス代理人の仕事をしていることは知らない。
ローラ・ホワイト医師
50代ぐらいの女性。セックスについて悩みや問題を抱える人々のカウンセリングを行い彼らを助ける仕事をしている。カウンセリング後セックス代理人が必要な時にシェリルに連絡をして仕事を依頼するため親しくしている。
クラーク
モーテルの受付をしている男性。手違いでセラピーを受ける部屋がなくて困っていたマークがヴェラに連れられてモーテルにやってきたため部屋を使わせる。このことがきっかけでヴェラと親しくなる。
ミクワーの女
ユダヤ教の施設で働くお婆さん。作中でユダヤ教に改宗したシェリルに、ミクワーと呼ばれる水槽に入るには一糸まとわぬ姿で入る事になっていることを伝える。

## 作中で描かれる事柄の説明

### マークの体やヘルパーについて
作中ではマークの障害について冒頭のナレーションでは、「6歳の頃にポリオにかかり(首から下の)全身が麻痺している」などと紹介されている。ただし、本人によると「皮膚の感覚が麻痺しているわけではなく、筋肉が機能しない」と言っている。
マークの介護ヘルパーは、全員で4人登場する。冒頭でジョアン、アマンダとたて続けに短期間で辞めた後、2人体制による昼(ヴェラ)と夜(ロッド)のシフトで介護するようになる。ただし深夜から早朝まではヘルパーはおらずマークは自宅に一人で過ごしている。

### セックス・セラピーについて
作中のセックス・セラピーとは、セックス代理人と呼ばれる女性が依頼者と実際に性交渉をすることで、依頼者の性の悩みや問題を解決したり、性行為に対する不安を解消するというもの。
作中ではシェリルによると「セックス代理人は売春婦とは違う。売春婦は同じ客が何度も来てくれることを望んでいるが、セックス代理人の仕事は相手が性的感情を知って将来誰かとそれを分かち合うための手助けをすること」と言われている。
またシェリルによると「依頼者一人につきセラピーは6日間まで」、「仕事の時間以外は依頼者と会わない」などのいくつかの決まりがあるとのこと。

## キャスト
| 役名                         | 俳優                    | 日本語吹替 |
| ---------------------------- | ----------------------- | ---------- |
| マーク・オブライエン         | ジョン・ホークス        | 多田野曜平 |
| シェリル・コーエン＝グリーン | ヘレン・ハント          | 田中敦子   |
| ブレンダン神父               | ウィリアム・H・メイシー | 岩崎ひろし |
| ヴェラ                       | ムーン・ブラッドグッド  | 岡寛恵     |
| アマンダ                     | アニカ・マークス        |            |
| ジョシュ                     | アダム・アーキン        | 谷昌樹     |
| ミクワーの女                 | リー・パールマン        |            |
| ロッド                       | W・アール・ブラウン     | 丸山壮史   |
| スーザン                     | ロビン・ワイガート      |            |
| ローラ・ホワイト医師         | ブレイク・リンズレイ    | 水野ゆふ   |
| クラーク                     | ミン・ロー              |            |
| ジョアン                     | ラスティ・シュウィマー  |            |

- その他日本語吹替：森夏姫、羽村京子、新田万紀子、美名、手塚ヒロミチ、山中真尋、竹内絢子、佐藤晴男、あさむらまほり

## 背景
ジャーナリストで詩人でもあるオブライエンは幼少期以来ポリオにより首から下が動かなかった。呼吸する際には鉄の肺を使っていた。38歳のときに彼は童貞喪失のためにセックス・サロゲートのシェリル・コーエン＝グリーンを雇った。オブライエンの生涯はジェシカ・ユー監督によって1996年の短篇ドキュメンタリー映画『Breathing Lessons: The Life and Work of Mark O'Brien』で描かれ、同作はアカデミー短編ドキュメンタリー映画賞を獲得した。
本作は1990年に『The Sun』誌に掲載された、グリーンとの関係に触れたオブライエンによる記事「On Seeing a Sex Surrogate」が基となっている。
オブライエンは1999年に49歳で亡くなっている。

## 公開
2012年サンダンス映画祭で『The Surrogate』の題でプレミア上映され、直後にフォックス・サーチライト・ピクチャーズが配給権を獲得した。フォックス・サーチライトは世界配給権に600万ドルを支払ったが、これは非常に高額と考えられた。2013年10月8日時点で全世界で911万3716ドルを売り上げている。

## 評価
『セッションズ』は2012年のサンダンス映画祭のブレイクアウトヒットの1つと言われた。ジョン・ホークスは上映の際にスタンディングオベーションを受けた。
Rotten Tomatoesでは185件のレビューで支持率は94%、平均点は7.9/10となった。Metacriticでは39件のレビューで加重平均値は79/100となった。

### 受賞とノミネート
| 映画祭・賞                           | 受賞日         | 部門                                    | 対象                                                      | 結果       |
| ------------------------------------ | -------------- | --------------------------------------- | --------------------------------------------------------- | ---------- |
| オーストラリア映画協会賞             | 2013年1月26日  | 主演男優賞                              | ジョン・ホークス                                          | ノミネート |
| オーストラリア映画協会賞             | 2013年1月26日  | 監督賞                                  | ベン・リューイン                                          | ノミネート |
| アカデミー賞                         | 2013年2月24日  | 助演女優賞                              | ヘレン・ハント                                            | ノミネート |
| EDA賞                                | 2013年1月7日   | 主演男優賞                              | ジョン・ホークス                                          | ノミネート |
| EDA賞                                | 2013年1月7日   | ヌード・セックス描写賞                  | ヘレン・ハントとジョン・ホークス                          | 受賞       |
| EDA賞                                | 2013年1月7日   | 女性アイコン賞                          | ヘレン・ハント                                            | ノミネート |
| 英国アカデミー賞                     | 2013年2月10日  | 助演女優賞                              | ヘレン・ハント                                            | ノミネート |
| クリティクス・チョイス・アワード     | 2013年1月10日  | 主演男優賞                              | ジョン・ホークス                                          | ノミネート |
| クリティクス・チョイス・アワード     | 2013年1月10日  | 助演女優賞                              | ヘレン・ハント                                            | ノミネート |
| セントラルオハイオ映画批評家協会     | 2013年1月3日   | 主演男優賞                              | ジョン・ホークス                                          | ノミネート |
| セントラルオハイオ映画批評家協会     | 2013年1月3日   | 助演女優賞                              | ヘレン・ハント                                            | ノミネート |
| シカゴ映画批評家協会                 | 2012年12月17日 | 主演男優賞                              | ジョン・ホークス                                          | ノミネート |
| シカゴ映画批評家協会                 | 2012年12月17日 | 助演女優賞                              | ヘレン・ハント                                            | ノミネート |
| クロトゥルーディス賞                 | 2013年3月17日  | 主演男優賞                              | ジョン・ホークス                                          | 受賞       |
| クロトゥルーディス賞                 | 2013年3月17日  | 主演女優賞                              | ヘレン・ハント                                            | ノミネート |
| クロトゥルーディス賞                 | 2013年3月17日  | 脚色賞                                  | ベン・リューイン                                          | ノミネート |
| クロトゥルーディス賞                 | 2013年3月17日  | 助演女優賞                              | ムーン・ブラッドグッド                                    | ノミネート |
| ダラス・フォートワース映画批評家協会 | 2012年12月18日 | 主演男優賞                              | ジョン・ホークス                                          | ノミネート |
| ダラス・フォートワース映画批評家協会 | 2012年12月18日 | 助演女優賞                              | ヘレン・ハント                                            | ノミネート |
| デンバー映画批評家協会               | 2013年1月8日   | 主演男優賞                              | ジョン・ホークス                                          | ノミネート |
| デトロイト映画批評家協会             | 2012年12月14日 | 主演男優賞                              | ジョン・ホークス                                          | ノミネート |
| デトロイト映画批評家協会             | 2012年12月14日 | 助演女優賞                              | ヘレン・ハント                                            | ノミネート |
| ゴールデングローブ賞                 | 2013年1月13日  | 主演男優賞 (ドラマ部門)                 | ジョン・ホークス                                          | ノミネート |
| ゴールデングローブ賞                 | 2013年1月13日  | 助演女優賞                              | ヘレン・ハント                                            | ノミネート |
| ゴールデン・トレイラー賞             | 2013年5月3日   | インターナショナルポスター賞            | 『セッションズ』 - フォックス・サーチライトとオールシティ | ノミネート |
| ハリウッド映画祭                     | 2012年10月22日 | ブレイクスルー男優賞                    | ジョン・ホークス                                          | 受賞       |
| ヒューストン映画批評家協会           | 2013年1月5日   | 主演男優賞                              | ジョン・ホークス                                          | ノミネート |
| ヒューストン映画批評家協会           | 2013年1月5日   | 助演女優賞                              | ヘレン・ハント                                            | ノミネート |
| インディアナ映画批評家協会           | 2012年12月17日 | 作品賞                                  | 『セッションズ』                                          | ノミネート |
| インディアナ映画批評家協会           | 2012年12月17日 | 助演女優賞                              | ヘレン・ハント                                            | ノミネート |
| インディペンデント・スピリット賞     | 2013年2月23日  | 主演男優賞                              | ジョン・ホークス                                          | 受賞       |
| インディペンデント・スピリット賞     | 2013年2月23日  | 助演女優賞                              | ヘレン・ハント                                            | 受賞       |
| ロンドン映画批評家協会賞             | 2013年1月20日  | 主演女優賞                              | ヘレン・ハント                                            | ノミネート |
| ミルバレー映画祭                     | 2012年10月14日 | Audience Favorite Active Cinema Feature | ベン・リューイン                                          | 受賞       |
| ネバダ映画批評家協会                 | 2012年12月24日 | 主演男優賞                              | ジョン・ホークス                                          | 受賞       |
| ネバダ映画批評家協会                 | 2012年12月24日 | 主演女優賞                              | ヘレン・ハント                                            | 受賞       |
| オンライン映画批評家協会             | 2013年1月7日   | 主演男優賞                              | ジョン・ホークス                                          | ノミネート |
| オンライン映画批評家協会             | 2013年1月7日   | 助演女優賞                              | ヘレン・ハント                                            | ノミネート |
| パームスプリングス国際映画祭         | 2013年1月5日   | スポットライト賞                        | ヘレン・ハント                                            | 受賞       |
| フィラデルフィア映画祭               | 2012年10月28日 | Honorable Mention for Spotlights        | 『セッションズ』                                          | 受賞       |
| フェニックス映画批評家協会           | 2012年12月14日 | 主演男優賞                              | ジョン・ホークス                                          | ノミネート |
| フェニックス映画批評家協会           | 2012年12月14日 | 助演女優賞                              | ヘレン・ハント                                            | ノミネート |
| サンディエゴ映画批評家協会           | 2012年12月11日 | 主演男優賞                              | ジョン・ホークス                                          | ノミネート |
| サンディエゴ映画批評家協会           | 2012年12月11日 | 助演女優賞                              | ヘレン・ハント                                            | ノミネート |
| サンフランシスコ映画批評家協会       | 2012年12月16日 | 助演女優賞                              | ヘレン・ハント                                            | 受賞       |
| サン・セバスティアン国際映画祭       | 2012年9月29日  | 観客賞                                  | ベン・リューイン                                          | 受賞       |
| サテライト賞                         | 2012年12月16日 | 主演男優賞                              | ジョン・ホークス                                          | ノミネート |
| サテライト賞                         | 2012年12月16日 | 脚色賞                                  | ベン・リューイン                                          | ノミネート |
| サテライト賞                         | 2012年12月16日 | 監督賞                                  | ベン・リューイン                                          | ノミネート |
| サテライト賞                         | 2012年12月16日 | 編集賞                                  | リサ・ブロムウェル                                        | ノミネート |
| サテライト賞                         | 2012年12月16日 | 作品賞                                  | 『セッションズ』                                          | ノミネート |
| サテライト賞                         | 2012年12月16日 | 助演女優賞                              | ヘレン・ハント                                            | ノミネート |
| 全米映画俳優組合賞                   | 2013年1月27日  | 主演男優賞                              | ジョン・ホークス                                          | ノミネート |
| 全米映画俳優組合賞                   | 2013年1月27日  | 助演女優賞                              | ヘレン・ハント                                            | ノミネート |
| セントルイス映画批評家協会           | 2012年12月11日 | 主演男優賞                              | ジョン・ホークス                                          | ノミネート |
| セントルイス映画批評家協会           | 2012年12月11日 | 助演男優賞                              | ウィリアム・H・メイシー                                   | ノミネート |
| セントルイス映画批評家協会           | 2012年12月11日 | 助演女優賞                              | ヘレン・ハント                                            | 受賞       |
| サンダンス映画祭                     | 2012年1月28日  | ドラマ映画観客賞                        | ベン・リューイン                                          | 受賞       |
| サンダンス映画祭                     | 2012年1月28日  | 審査員特別賞（アンサンブル演技）        | 『セッションズ』                                          | 受賞       |
| サンダンス映画祭                     | 2012年1月28日  | ドラマ映画審査員大賞                    | ベン・リューイン                                          | ノミネート |
| タリンブラックナイト映画祭           | 2012年11月28日 | 北米インディペンデント映画賞            | ベン・リューイン                                          | ノミネート |
| ユタ映画批評家協会                   | 2012年1月10日  | 主演男優賞                              | ジョン・ホークス                                          | ノミネート |
| バンクーバー映画批評家協会           | 2013年1月7日   | 主演男優賞                              | ジョン・ホークス                                          | ノミネート |
| バンクーバー映画批評家協会           | 2013年1月7日   | 助演女優賞                              | ヘレン・ハント                                            | ノミネート |
| ワシントンD.C.映画批評家協会         | 2012年12月10日 | 主演男優賞                              | ジョン・ホークス                                          | ノミネート |
| ワシントンD.C.映画批評家協会         | 2012年12月10日 | 助演女優賞                              | ヘレン・ハント                                            | ノミネート |